# 6-Stunden-Rennen von Monza 2022

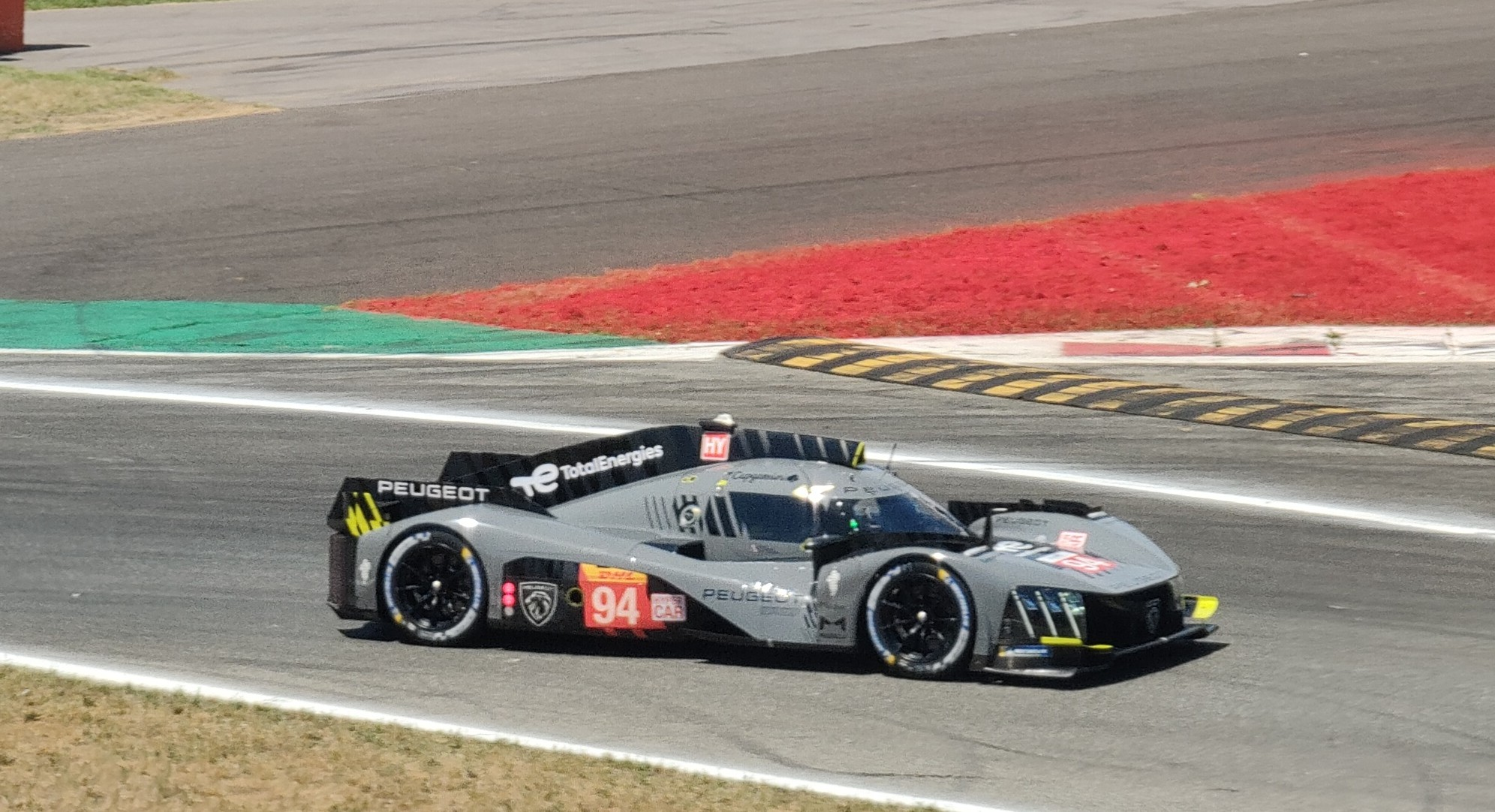
Der Peugeot 9X8 gab in Monza sein Renndebüt

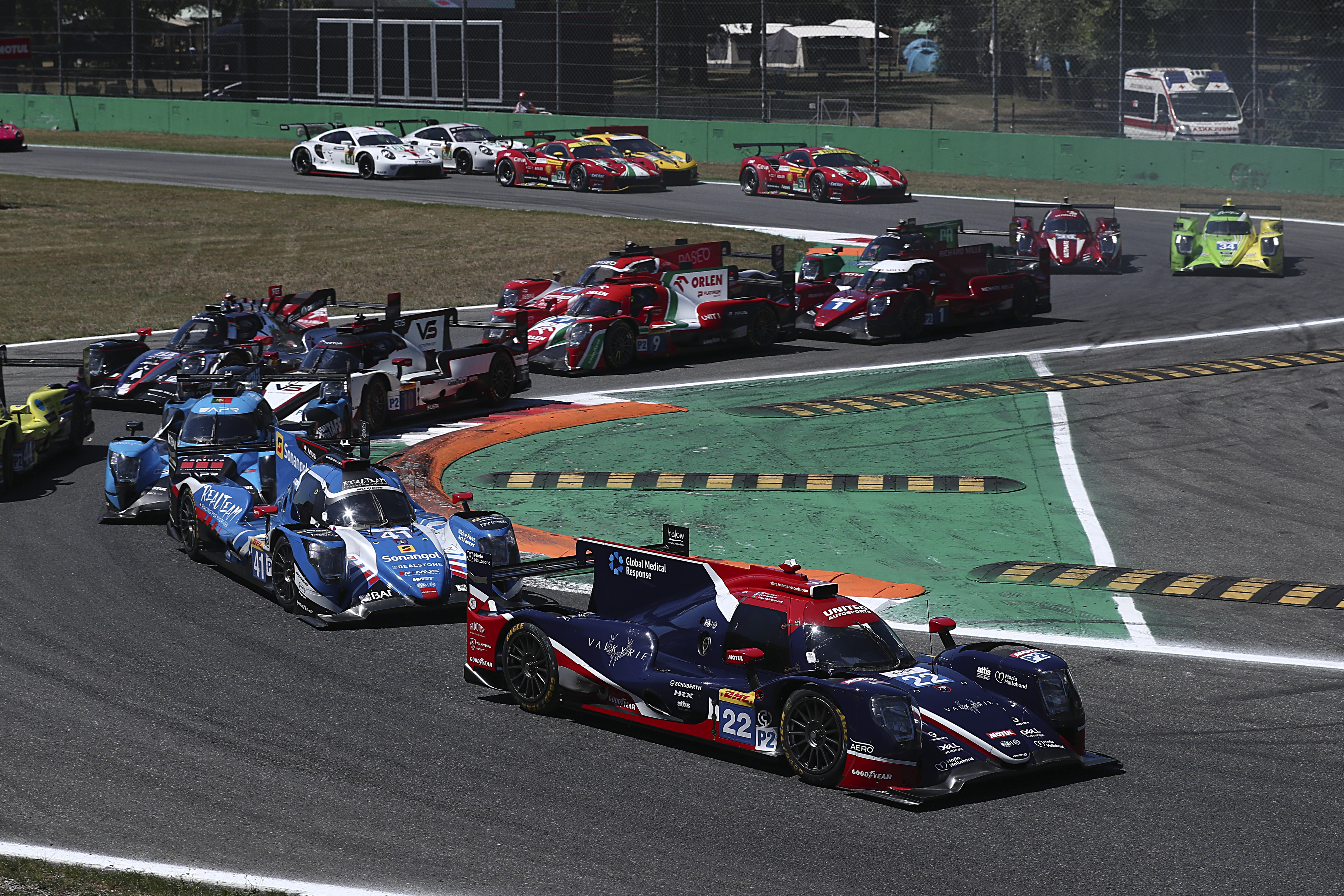
Das Feld der LMP2-Rennwagen knapp nach dem Start

Das 39. 6-Stunden-Rennen von Monza, auch TotalEnergies 6 Hours of Monza, fand am 10. Juli 2022 auf dem Autodromo Nazionale di Monza statt und war der vierte Wertungslauf der FIA-Langstrecken-Weltmeisterschaft dieses Jahres.

## Das Rennen
Mit dem Peugeot 9X8 debütierte in Monza nach dem Toyota GR010 Hybrid und dem Glickenhaus SCG 007 LMH der dritte Rennwagen der 2021 eingeführten Hypercar-Klasse der FIA-Langstrecken-Weltmeisterschaft. Mit der ersten Teilnahme von Peugeot in der Weltmeisterschaft stand erneut die Balance of Performance des Automobile Club de l’Ouest im Mittelpunkt. Diskussionen gab es bereits vor dem Rennen, da Peugeot den Hybridantrieb bereits ab einer Geschwindigkeit von 150 km/h nutzen durfte, Toyota beim GR010 Hybrid jedoch erst ab 190 km/h. Begründet wurde der Unterschied seitens des ACO mit den unterschiedlichen Antriebskonzepten. Während beim Toyota der Hybridantrieb auf alle vier Räder wirkt, sind es beim Peugeot nur die Hinterräder. Anpassungen gegenüber dem 24-Stunden-Rennen von Le Mans gab es auch bei Glickenhaus und dem umgerüsteten ehemaligen LMP-1-Rennwagen von Alpine. Der Glickenhaus SCG 007 LMH erhielt 18 PS dazu und damit war der Pipo Moteurs 3.5L V8 Bi-Turbo mit nunmehr 725 PS der leistungsstärkste Motor im Feld. Der Alpine durfte mit einem Gewicht von 952 kg fahren und war damit um 127 kg leichter als der Peugeot 9X8 (beim Toyota GR010 Hybrid waren es 119 kg).
Im Qualifikationstraining fuhr Romain Dumas im Glickenhaus eine Runde um eine Sekunde schneller als die gesamte Konkurrenz. Im Rennen fuhren Dumas und Teamkollege Luís Felipe Derani einen Vorsprung von 52 Sekunden auf die Konkurrenz heraus. Ein großer Teil dieses Vorsprung resultierte jedoch aus Geschwindigkeitsübertretungen zweier Full-Course-Yellow-Phasen, die eine Durchfahrtsstrafe zur Folge hatten. Nach dieser Strafe wurde aus dem Vorsprung ein Rückstand von 30 Sekunden. Ein Schaden am Turbolader beendete kurz danach den Einsatz.
Auf den zweiten Gesamtsieg von Alpine, nach dem Erfolg beim 1000-Meilen-Rennen von Sebring, mit einem Vorsprung von nur knapp drei Sekunden auf den Toyota von Sébastien Buemi, Brendon Hartley und Ryō Hirakawa, folgte die erwartete Kritik, unteren anderem von Sébastien Buemi. „Wir fuhren gegen ein Auto, das nicht dafür gemacht ist, mit unserem zu konkurrieren. Sie sind schnell in den Kurven und haben keinen Reifenabbau, sodass sie vier Stints mit den Reifen fahren können“, und „Auf den Geraden waren sie ein bisschen langsamer, aber sie waren fast genauso schnell wie wir. Ich habe das Gefühl, dass das keinen Sinn macht, aber so ist es nun mal.“. Buemis Teamkollege Kamui Kobayashi hatte in Führung auf der Start-und-Ziel-Geraden eine Kollision mit Matthieu Vaxivière im Alpine. Kobayashi konnte einen Unfall bei 300 km/h verhindern und brachte den Toyota mit einem Reifenschaden an die Box. Die vom Rennleiter Eduardo Freitas verhängte 90 Sekunden Stop-and-Go-Strafe, da Kobayashi als Auslöser der Kollision bestraft wurde, hatte keinen Einfluss auf das Gesamtergebnis. Der Toyota mit der Nummer 7 wäre so oder so nur als Dritter ins Ziel gekommen.
Erfolglos verlief das Debüt der beiden Peugeot, die das Renntempo der Hypercar-Konkurrenz nur teilweise mitfahren konnte. Dazu kamen viele technische Probleme, die zum Ausfall des Wagens mit der Nummer 93 führten. Das zweite Fahrzeug (Startnummer 94) hatte im Ziel 25 Runden Rückstand und erreichte den 33. Gesamtrang.

## Ergebnisse

### Schlussklassement
| Pos.        | Klasse    | Nr. | Team                      | Fahrer                                                 | Fahrzeug                 | Runden |
| ----------- | --------- | --- | ------------------------- | ------------------------------------------------------ | ------------------------ | ------ |
| 1           | LMH       | 36  | Alpine Elf Matmut         | André Negrão Nicolas Lapierre Matthieu Vaxivière       | Alpine A480              | 194    |
| 2           | LMH       | 8   | Toyota Gazoo Racing       | Sébastien Buemi Brendon Hartley Ryō Hirakawa           | Toyota GR010 Hybrid      | 194    |
| 3           | LMH       | 7   | Toyota Gazoo Racing       | Mike Conway Kamui Kobayashi José María López           | Toyota GR010 Hybrid      | 192    |
| 4           | LMP2      | 41  | RealTeam by WRT           | Rui Andrade Ferdinand Habsburg Norman Nato             | Oreca 07                 | 188    |
| 5           | LMP2      | 38  | Jota                      | Roberto González António Félix da Costa Will Stevens   | Oreca 07                 | 188    |
| 6           | LMP2      | 10  | Vektor Sport              | Nico Müller Ryan Cullen Sébastien Bourdais             | Oreca 07                 | 188    |
| 7           | LMP2      | 34  | Inter Europol Competition | Jakub Śmiechowski Alex Brundle Esteban Gutiérrez       | Oreca 07                 | 188    |
| 8           | LMP2      | 23  | United Autosports USA     | Alex Lynn Oliver Jarvis Josh Pierson                   | Oreca 07                 | 188    |
| 9           | LMP2      | 9   | Prema Orlen Team          | Robert Kubica Louis Delétraz Lorenzo Colombo           | Oreca 07                 | 188    |
| 10          | LMP2      | 45  | Algarve Pro Racing        | Steven Thomas James Allen René Binder                  | Oreca 07                 | 187    |
| 11          | LMP2      | 35  | Ultimate                  | Jean-Baptiste Lahaye Matthieu Lahaye François Hériau   | Oreca 07                 | 187    |
| 12          | LMP2      | 83  | AF Corse                  | François Perrodo Nicklas Nielsen Alessio Rovera        | Oreca 07                 | 187    |
| 13          | LMP2      | 28  | Jota                      | Oliver Rasmussen Ed Jones Jonathan Aberdein            | Oreca 07                 | 186    |
| 14          | LMP2      | 44  | ARC Bratislava            | Miroslav Konôpka Tijmen van der Helm Mathias Beche     | Oreca 07                 | 186    |
| 15          | LMGTE-Pro | 64  | Corvette Racing           | Tommy Milner Nick Tandy                                | Chevrolet Corvette C8.R  | 181    |
| 16          | LMGTE-Pro | 52  | AF Corse                  | Miguel Molina Antonio Fuoco                            | Ferrari 488 GTE Evo      | 181    |
| 17          | LMGTE-Pro | 51  | AF Corse                  | Alessandro Pier Guidi James Calado                     | Ferrari 488 GTE Evo      | 181    |
| 18          | LMGTE-Pro | 92  | Porsche GT Team           | Michael Christensen Kévin Estre                        | Porsche 911 RSR-19       | 181    |
| 19          | LMGTE-Pro | 91  | Porsche GT Team           | Gianmaria Bruni Frédéric Makowiecki                    | Porsche 911 RSR-19       | 180    |
| 20          | LMGTE-Am  | 77  | Dempsey-Proton Racing     | Christian Ried Sebastian Priaulx Harry Tincknell       | Porsche 911 RSR-19       | 179    |
| 21          | LMP2      | 31  | Team WRT                  | Sean Gelael Robin Frijns René Rast                     | Oreca 07                 | 178    |
| 22          | LMGTE-Am  | 85  | Iron Dames                | Rahel Frey Michelle Gatting Sarah Bovy                 | Ferrari 488 GTE Evo      | 178    |
| 23          | LMP2      | 22  | United Autosports USA     | Philip Hanson Filipe Albuquerque Will Owen             | Oreca 07                 | 178    |
| 24          | LMGTE-Am  | 46  | Team Project 1            | Matteo Cairoli Mikkel Pedersen Nicolas Leutwiler       | Porsche 911 RSR-19       | 178    |
| 25          | LMGTE-Am  | 60  | Iron Lynx                 | Claudio Schiavoni Matteo Cressoni Giancarlo Fisichella | Ferrari 488 GTE Evo      | 178    |
| 26          | LMGTE-Am  | 71  | Spirit of Race            | Franck Dezoteux Pierre Ragues Gabriel Aubry            | Ferrari 488 GTE Evo      | 177    |
| 27          | LMGTE-Am  | 88  | Dempsey-Proton Racing     | Fred Poordad Patrick Lindsey Jan Heylen                | Porsche 911 RSR-19       | 96     |
| 28          | LMGTE-Am  | 21  | AF Corse                  | Simon Mann Christoph Ulrich Toni Vilander              | Ferrari 488 GTE Evo      | 177    |
| 29          | LMGTE-Am  | 98  | Northwest AMR             | Paul Dalla Lana David Pittard Nicki Thiim              | Aston Martin Vantage AMR | 177    |
| 30          | LMGTE-Am  | 54  | AF Corse                  | Thomas Flohr Francesco Castellacci Nick Cassidy        | Ferrari 488 GTE Evo      | 177    |
| 31          | LMGTE-Am  | 56  | Team Project 1            | Brendan Iribe Ollie Millroy Ben Barnicoat              | Porsche 911 RSR-19       | 176    |
| 32          | LMGTE-Am  | 777 | D'station Racing          | Satoshi Hoshino Tomonobu Fujii Charlie Fagg            | Aston Martin Vantage AMR | 171    |
| 33          | LMH       | 94  | Peugeot TotalEnergies     | Loïc Duval Gustavo Menezes James Rossiter              | Peugeot 9X8              | 169    |
| 34          | LMGTE-Am  | 86  | GR Racing                 | Mike Wainwright Riccardo Pera Ben Barker               | Porsche 911 RSR-19       | 163    |
| 35          | LMP2      | 1   | Richard Mille Racing Team | Lilou Wadoux Paul-Loup Chatin Charles Milesi           | Oreca 07                 | 146    |
| Ausgefallen |           |     |                           |                                                        |                          |        |
| 36          | LMH       | 708 | Glickenhaus Racing        | Olivier Pla Romain Dumas Luís Felipe Derani            | Glickenhaus SCG 007 LMH  | 96     |
| 37          | LMGTE-Am  | 33  | TF Sport                  | Ben Keating Henrique Chaves Marco Sørensen             | Aston Martin Vantage AMR | 73     |
| 38          | LMH       | 93  | Peugeot TotalEnergies     | Paul di Resta Mikkel Jensen Jean-Éric Vergne           | Peugeot 9X8              | 46     |

### Nur in der Meldeliste
Zu diesem Rennen sind keine weiteren Meldungen bekannt.

### Klassensieger
| Klasse    | Fahrer         | Fahrer             | Fahrer             | Fahrzeug                | Platzierung im Gesamtklassement |
| --------- | -------------- | ------------------ | ------------------ | ----------------------- | ------------------------------- |
| LMH       | André Negrão   | Nicolas Lapierre   | Matthieu Vaxivière | Alpine A480             | Gesamtsieg                      |
| LMP2      | Rui Andrade    | Ferdinand Habsburg | Norman Nato        | Oreca 07                | Rang 4                          |
| LMGTE-Pro | Tommy Milner   | Nick Tandy         |                    | Chevrolet Corvette C8.R | Rang 15                         |
| LMGTE-AM  | Christian Ried | Sebastian Priaulx  | Harry Tincknell    | Porsche 911 RSR-19      | Rang 20                         |

### Renndaten
- Gemeldet: 38
- Gestartet: 38
- Gewertet: 35
- Rennklassen: 4
- Zuschauer: unbekannt
- Wetter am Rennwochenende: warm und trocken
- Streckenlänge: 5,793 km
- Fahrzeit des Siegerteams: 6:00:47,738 Stunden
- Runden des Siegerteams: 194
- Distanz des Siegerteams: 1132,842 km
- Siegerschnitt: unbekannt
- Pole Position: Romain Dumas – Glickenhaus SCG 007 LMH (#708) – 1:35,416 = 218,600 km/h
- Schnellste Rennrunde: Romain Dumas – Glickenhaus SCG 007 LMH (#708) – 1:36,589 = 215,900 km/h
- Rennserie: 4. Lauf zur FIA-Langstrecken-Weltmeisterschaft 2022